# Пинто, Хоакин
Хоакин Пинто (исп. Joaquín Pinto; род. 25 февраля 1961, Богота) — колумбийский фехтовальщик-шпажист. Участник летних Олимпийских игр 1988 года, бронзовый призёр Панамериканских игр 1987 года.

## Биография
Хоакин Пинто родился 25 февраля 1961 года в колумбийском городе Богота.
В 1987 году завоевал бронзовую медаль Панамериканских игр в Индианаполисе в составе сборной Колумбии в командном турнире шпажистов.
В 1988 году вошёл в состав сборной Колумбии на летних Олимпийских играх в Сеуле. В личном турнире шпажистов занял 4-е место в группе 1/128 финала, победив Эрнё Колчонаи из Венгрии — 5:4 и проиграв Томасу Геруллю из ФРГ — 4:5, Йерри Бергстрёму из Швеции — 3:5 и Мануэлю Перейре из Испании — 4:5. В группе 1/64 финала также стал 4-м, победив Роберта Дэвидсона из Австралии — 5:4 и проиграв Эрику Среки из Франции — 4:5, Саболчу Пастору из Венгрии — 1:5 и Ли Сан Ги из Южной Кореи — 1:5. В группе 1/32 финала занял последнее, 6-е место, победив Джона Ллевеллина из Великобритании — 5:4 и уступив Торстену Кюнемунду из ГДР — 0:5, Витольду Гадомскому из Польши — 4:5, Антониу Машаду из Бразилии — 2:5 и Стефану Ганеффу из Нидерландов — 1:5.
В командном турнире шпажистов сборная Колумбии, за которую также выступали Оскар Аранго, Вильям Гонсалес Таборда, Хуан Мигель Пас и Маурисио Ривас, заняла 2-е место в группе 1/16 финала, победив Гонконг — 9:2 и проиграв Швейцарии — 7:8, а в 1/8 финала уступила Южной Корее — 4:9.